# 1480-1489
De jaren 1480-1489 (van de christelijke jaartelling) zijn een decennium in de 15e eeuw.

## Belangrijke gebeurtenissen

### Lage Landen
- 1483 : Vlaamse Opstand tegen Maximiliaan. Als aartshertog Maximiliaan, die na de dood van zijn vrouw Maria van Bourgondië het regentschap uitoefent voor zijn zoon Filips, de regentschapsraad voor Vlaanderen ontbindt en de vijandigheden met Frankrijk wil hervatten, gaan de adel en de steden hiermee niet akkoord.
- 1483 : Het Beleg van Utrecht is een strijd tijdens de Hoekse en Kabeljauwse twisten. Het was een strijd tussen twee bisschoppen David van Bourgondië en Engelbrecht van Kleef over wie het sticht Utrecht zou gaan besturen. David van Bourgondië trekt aan het langste eind.
- In 1484 gebiedt Maximiliaan de buitenlandse kooplieden in Brugge hun handel te verplaatsen naar Antwerpen. Daartoe wordt in 1485 de Oude Beurs gebouwd.
- De Herentalse Vaart wordt gegraven tussen 1486 en 1491 om de brouwerijen in de stad Antwerpen van zoet en zuiver water te voorzien en om paarden te drenken.
- 1488 : Jonker Fransenoorlog is de laatste oprisping van de Hoekse en Kabeljauwse twisten.

### Engeland
- 1483 : Koning Eduard IV van Engeland sterft, zijn broer koning Richard III, laat de zoon van Eduard, Eduard V opsluiten in de Tower van Londen en roept zichzelf uit als koning van Engeland.
- 1485 : Slag bij Bosworth. Richard III sneuvelt, de schoonzoon van Eduard IV, Hendrik VII Tudor wordt de nieuwe koning. De Slag bij Bosworth betekent het einde van de Rozenoorlogen en het begin van het Huis Tudor.

### Frankrijk
- 1483 : Koning Lodewijk XI van Frankrijk sterft, zijn minderjarige zoon Karel VIII volgt hem op. Er ontstaat ruzie over het regentschap tussen Anna van Beaujeu, zijn zus en Lodewijk van Orléans, zijn zwager.
- 1488 : Slag bij Saint-Aubin-du-Cormier. Lodewijk van Orléans wordt gevangengenomen.

### Ottomaanse Rijk
- 1480 : Ottomaanse aanval op Otranto.
- 1481 : Sultan Mehmet II sterft, zijn zoon Bayezid II volgt hem op. Een andere zoon Cem gaat hier niet mee akkoord.
- 1482 : Cem vlucht naar Rodos, in handen van de Hospitaalridders.
- 1483 : Cem verblijft in Frankrijk op het domein van Pierre d'Aubusson, grootmeester van de Hospitaalridders.
- 1489 : Cem wordt overgeplaatst naar Rome bij Paus Innocentius VIII.

### Ontdekkingsreizen
- 1482-1483 : Diogo Cão maakt in opdracht van koning Johan II van Portugal twee ontdekkingsreizen langs de westkust van Afrika. Op zijn eerste reis ontdekt hij de rivier de Kongo en komt hij in contact met het stroomopwaarts gelegen Bakongo koninkrijk. Daarna volgt hij de Afrikaanse kust tot aan Kaap Santa Maria in Angola.
- 1485-1486 : Op zijn tweede reis komt Diogo Cão zelfs tot aan Kaap Kruis in Namibië.
- 1488 : Bartolomeu Dias rondt Kaap de Goede Hoop.

### Amerika
- 1486 : Ahuitzotl wordt heerser van het Aztekenrijk. Tijdens zijn regering zal het rijk in oppervlakte verdubbelen.

### Godsdienst
- 1484 – Paus Innocentius VIII vaardigt zijn Heksenbul uit: Summis desiderantes affectibus (Er zijn mensen die bezeten zijn). Heinrich Kramer (ook: Henricus Institoris), een dominicaanse inquisiteur voert heksenprocessen in verscheidene Duitse steden. Hij wordt tegengewerkt door plaatselijke bisschoppen, die in de meeste gevallen de verdachten weer loslaten. Dit maakt hem nog vastberadener (vandaar de bijnaam institoris) heksen en ketters te vervolgen. Hij schrijft het boek Malleus maleficarum of Heksenhamer.
- In 1488 vindt na een oproep van de paus een kruistocht plaats tegen de waldenzen, die zich echter in de Alpen schuilhouden.
- de Spaanse Inquisitie stuurt tussen 1478 en 1490 ongeveer 2.000 mensen naar de brandstapel en "verzoent" 15.000 mensen met de kerk. Het gaat voornamelijk om joodse bekeerlingen die ervan worden verdacht heimelijk de joodse feesten te vieren.
- De Aduarder Kring komt regelmatig bijeen in het klooster van abt Henricus van Rees. Naast hem bestaat ze uit aanhangers van de Moderne Devotie als Rudolf Agricola, Wessel Gansfort, de onderwijshervormer Alexander Hegius uit Deventer, Johannes Oostendorp (schoolbestuurder van Hegius’ school), Rodolphus Langius uit Münster en veel minder bekende jongere kloosterlingen. De groep krijgt van Gansfort de dringende raad om de Bijbel te lezen.
- In 1481 benoemt koningin Isabella I van Castilië haar biechtvader, de Dominicaan Tomás de Torquemada, tot grootinquisiteur. Daarna worden in Castilië ongeveer zevenhonderd mensen van Joodse afkomst levend verbrand die christelijk gedoopt zijn (conversos), maar ervan beschuldigd worden heimelijk nog het jodendom aan te hangen. Zo wordt de stemming gemaakt die in 1488 leidt tot een grote pogrom.

## Kunst en cultuur
- 1483 – 15 augustus – In Rome wordt door paus Sixtus IV de Sixtijnse Kapel ingewijd. De bouw ervan was tien jaar eerder begonnen. Een blikvanger hierin zijn de talloze fresco's van Michelangelo. In 1488 wordt Michelangelo Buonarroti leerling van Domenico Ghirlandaio.
- 1488 – Leonardo da Vinci schildert Het Laatste Avondmaal.
- Voor Erhard Reuwich is 1480-1489 een actieve periode waarin de Nederlands kunstenaar van houtsnijwerk, drukker en cartograaf zijn bekend gebleven werk achterlaat.
- In dit decennium schildert Botticelli zijn beroemde Geboorte van Venus.

<< · 1480 · 1481 · 1482 · 1483 · 1484 · 1485 · 1486 · 1487 · 1488 · 1489 · >>
<< · 1400-1409 · 1410-1419 · 1420-1429 · 1430-1439 · 1440-1449 · 1450-1459 · 1460-1469 · 1470-1479 · 1480-1489 · 1490-1499 · >>